# Oxychilus navarricus
Espèce
Synonymes
- Zonites navarricus (Bourguignat, 1870)
- Hyalina (Polita) helvetica (Blum, 1881)[1]
- Oxychilus helveticus (Blum, 1881)
- Oxychilus navarricus helveticus

Statut de conservation UICN

 LC  : Préoccupation mineure
Oxychilus navarricus, synonyme Oxychilus helveticus (Blum, 1881), est un mollusque gastéropode pulmoné terrestre, appartenant à la famille des Oxychilidae, escargots « de verre » à cause de la transparence de leur coquille.

## Répartition
Cette espèce se rencontre en Europe occidentale (Grande-Bretagne et Irlande, Allemagne, Pays-Bas, France, Suisse ...) et au Canada où elle a été introduite.